# Nestor Girschner
Nestor Ludwig Sigismund Girschner (* 20. Februar 1821 in Bleicherode; † 2. Oktober 1885) war ein deutscher Pädagoge und Autor.

## Leben
Nestor Ludwig Sigismund Girschner besuchte das Gymnasium in Nordhausen und machte Ostern 1839 sein Abitur. Danach studierte er in Halle und wurde im März 1844 promoviert. Ab 1845 war er Lehrer, seit 1851 Oberlehrer am Friedrich-Franz-Gymnasium Parchim. Von 1855 bis 1858 war er Direktor der Realschule in Kolberg. 1859 wurde er zum Professor ernannt. Dann wurde er Prorektor und erster Oberlehrer des Domgymnasiums Kolberg.
Nestor war verheiratet mit Johanna Antonia Auguste Münter (* 1824). Max Girschner war sein Sohn.

## Schriften
- Allgemeine Lösung des Problems der kürzesten Dämmerung. Kolberg 1855/1856
- Compendium der anorganischen Chemie für den Unterricht an höheren Schulanstalten nach methodischen Grundsätzen. Berlin 1851
- Ueber Pendelschwingungen in einer vertikalen Epicycloide. Kolberg 1855/1856
- Die Ostsee und die Seebäder ihrer deutschen Küste. Kolberg und Dramburg 1868 (Digitalisat)
- Das Ludwigslied, das Hildebrandslied und die beiden Merseburger Zaubersprüche. Kolberg und Dramburg 1879